# Denebola
Denebola of Deneb Aleet (β Leo / β Leonis / Beta Leonis) is een heldere ster in het sterrenbeeld Leeuw (Leo).

## Culminatie van Denebola
Denebola kan als gidsster fungeren om de veel zuidelijker gelegen ster Beta Hydrae op te sporen, en wel tijdens de culminatie van deze twee sterren. Gezien vanuit de Benelux klimt Beta Hydrae echter tot slechts 5 graden boven de zuidelijke horizon. Deze ster is de zuidelijkste van de relatief heldere sterren in het sterrenbeeld Waterslang.